# Torn Curtain
Torn Curtain is een Amerikaanse politieke thriller uit 1966, geregisseerd door Alfred Hitchcock. De hoofdrollen worden vertolkt door Paul Newman en Julie Andrews.

## Verhaal
Michael Armstrong, een gerespecteerde Amerikaanse natuurkundige en expert op het gebied van luchtvaarttechniek, is per cruiseschip op weg naar Kopenhagen voor een belangrijke bijeenkomst. Eenmaal daar begint hij zich echter merkwaardig te gedragen, en reist onverwacht af naar Oost-Berlijn, waar hij door afgevaardigden van de DDR welkom wordt geheten. Armstrongs assistent en verloofde, Sarah Sherman, is bang dat hij is overgelopen naar de kant van de Sovjet-Unie. Vrezend voor wat haar te wachten staat als dit inderdaad het geval is, vergezelt ze hem. De twee worden overal vergezeld door professor Karl Manfred.
Voor de kijker wordt al snel duidelijk dat Armstrong niet echt is overgelopen, maar dat dit enkel in scène is gezet om de Oost-Duitse wetenschapper Gustav Lindt te kunnen bespioneren en uit te vinden hoeveel de Sovjets weten van het Amerikaanse verdedigingssysteem tegen vijandige raketten. Zijn plan om uiteindelijk ongezien terug te keren naar het westen komt echter in gevaar wanneer hij door de Oost-Duitse agent Herman Gromek wordt gevolgd naar de afgelegen boerderij waar hij zijn contactpersoon moet ontmoeten. Armstrong doodt Gromek om te voorkomen dat hij hem verraadt. Armstrongs taxichauffeur meldt zijn gedrag echter aan de politie.
Armstrong bezoekt de faculteit natuurkunde aan de Universiteit Leipzig, waar zijn loyaliteit aan de Sovjet-Unie echter in twijfel wordt getrokken vanwege de vermissing van Gromek. Leden van de faculteit proberen Sherman te ondervragen over het Amerikaanse "Gamma Five" anti-raket programma, maar ze weigert elke medewerking. Armstrong biecht zijn ware plannen aan haar op en dringt eropaan dat ze het spelletje meespeelt.
Armstrong krijgt professor Lindt zover dat hij hem cruciale informatie geeft over zijn anti-raket berekeningen, maar dan arriveert het nieuws dat Armstrong en Sherman worden gezocht door de politie. De twee vluchten met behulp van Dr. Koska weg uit de universiteit en reizen terug naar Oost-Berlijn, achtervolgd door de Stasi. Onderweg worden ze ook gehinderd door wegblokkades en overvallen door Sovjet-deserteurs. Uiteindelijk kunnen Sherman en Armstrong Oost-Duitsland ontvluchten, verstopt in een kist met rekwisieten van een Tsjechisch theatergezelschap.

## Rolverdeling
| Acteur                                                | Personage                                     |
| ----------------------------------------------------- | --------------------------------------------- |
| Paul Newman                                           | Professor Michael Armstrong                   |
| Julie Andrews                                         | Sarah Sherman                                 |
| Lila Kedrova                                          | Countess Kuchinska                            |
| Hansjörg Felmy                                        | Heinrich Gerhard                              |
| Tamara Toumanova                                      | Ballerina                                     |
| Wolfgang Kieling                                      | Hermann Gromek                                |
| Ludwig Donath                                         | Professor Gustav Lindt                        |
| Günter Strack                                         | Professor Karl Manfred                        |
| David Opatoshu                                        | Mr. Jacobi                                    |
| Gisela Fischer                                        | Dr. Koska                                     |
| Mort Mills                                            | Farmer                                        |
| Carolyn Conwell                                       | Farmer's Wife                                 |
| Arthur Gould-Porter                                   | Freddy,the Bookseller                         |
| Gloria Gorvin                                         | Fräulein Mann                                 |
| Robert Boon                                           | Professor Winkelmann                          |
| Peter Bourne                                          | Professor Olaf Hengström                      |
| Linda Carol                                           | Dancer                                        |
| Rico Cattani                                          | Heinrich, Escape Bus Driver                   |
| Andrea Darvi                                          | Gretl Koska                                   |
| Maurice Doner                                         | Hugo, Baggage Manager                         |
| Harold Dyrenforth                                     | Otto Haupt                                    |
| Horst Ebersberg                                       | East German Interpreter                       |
| Ben Frommer                                           | Sceptical-Looking Airline Passenger           |
| Sasha Harden                                          | Border Guard                                  |
| Joe Harris                                            | Ballet Member                                 |
| Mischa Hausserman                                     | Idealistic Young Man                          |
| Alfred Hitchcock – Man met een baby in de hotellobby. |                                               |
| Erik Holland                                          | Hotel Travel Clerk                            |
| Nancy Kilgas                                          | Ballet Member                                 |
| Peter Lorre jr.                                       | Taxi Driver                                   |
| Jan Malmsjö                                           | Swedish Photographer                          |
| Hedley Mattingly                                      | Airline Official                              |
| Norbert Meisel                                        | Factory Manager                               |
| Frank Oberschall                                      | Airport Security Man                          |
| Gerd Rein                                             | East German Arresting Officer in Bus Sequence |
| Gene Roth                                             | Guard in Post Office                          |
| Norbert Schiller                                      | Professor Gutman                              |
| Lyle Sudrow – Zweedse kapitein                        |                                               |
| Wilhelm von Homburg                                   | Blonde tweeling in de bus                     |

## Achtergrond

### Productie
Hitchcock wilde eerst Eva Marie Saint (bekend van zijn film North by Northwest) de hoofdrol geven, maar Universal dwong hem om Julie Andrews te nemen. Ook Cary Grant was een van Hitchcocks keuzes voor de film, maar hij had al een contract voor Walk Don't Run, en wilde daarna met pensioen gaan. Hitchcock kreeg van Universal de opdracht meer bekende acteurs in te zetten voor de film; iets wat hij zelf niet altijd op prijs stelde.
Tijdens de opnames deden zich meerdere problemen voor, waaronder de controverse over de vrouwelijke hoofdrolspelers. Het originele script werd door zowel Hitchcock als Universal ongeschikt bevonden. Keith Waterhouse en Willis Hall moesten daarom het nodige herschrijven aan de film, en kregen hiervoor geen vermelding op de aftiteling. Financiële problemen en veranderingen van filmlocaties vertraagden de productie.
De climax van de film werd gefilmd in Sound stage 28 van Universal Studios, welke eerder gebruikt werd voor de film The Phantom of the Opera. De set bestaat nog steeds en is een populaire toeristische attractie.
Bernard Herrmann, die al meerdere films van Hitchcock van muziek had voorzien, componeerde aanvankelijk ook de muziek voor Torn Curtain. Nadat hij klaar was besloten Hitchcock en Universal echter dat ze een ander soort muziek wilden, met invloeden van jazz en popmuziek. Hermann bracht hierop wat veranderingen aan in zijn muziek, maar dit was nog steeds niet wat Hitchcock wilde. De emoties tussen de twee liepen hierdoor zo hoog op, dat Hitchcock besloot hun jarenlange samenwerking te verbreken. De Britse componist John Addison werd hierop ingehuurd om de muziek te componeren.
De werkrelatie tussen Hitchcock en acteur Paul Newman verliep moeizaam. Newman was bekend met method acting; een ander soort acteren dan de acteurs waar Hitchcock doorgaans mee werkte gewend waren. Tijdens de productie trok hij geregeld Hitchcocks ideeën over het script en de personages in twijfel. Hitchcock vond Newmans gedrag onaanvaardbaar en respectloos.

### Uitgave en ontvangst
Torn Curtain werd uitgebracht zonder classificatie, maar kreeg op 1 november 1968 een
"M"-status van de Motion Picture Association of America. De film werd matig ontvangen en geldt niet als een Hitchcock-klassieker. Wel is de film noemenswaardig vanwege een moordscène met Paul Newman en Wolfgang Kieling. Deze was door Hitchcock expres zo gemaakt dat het publiek een beeld zou krijgen van hoe lastig het is iemand te vermoorden.
Brian Moore, de originele schrijver van het script, was niet tevreden over hoe het project uiteindelijk was geworden. Zijn onvrede is na te lezen in zijn roman Fergus uit 1970.

## Prijzen en nominaties
In 2005 werd Torn Curtain samen met een aantal andere films van Hitchcock genomineerd voor de Satellite Award voor Outstanding Classic DVD.